# Villa Hölderlinstraße 9 (Radebeul)
Die Villa in der Hölderlinstraße 9 liegt im Ursprungsstadtteil der sächsischen Stadt Radebeul. Sie wurde in den Jahren 1892–1894 durch die Bauunternehmer Gebrüder Ziller in der von ihnen selbst erschlossenen Moritzstraße, benannt nach Moritz Ziller als älterem Bruder, errichtet.

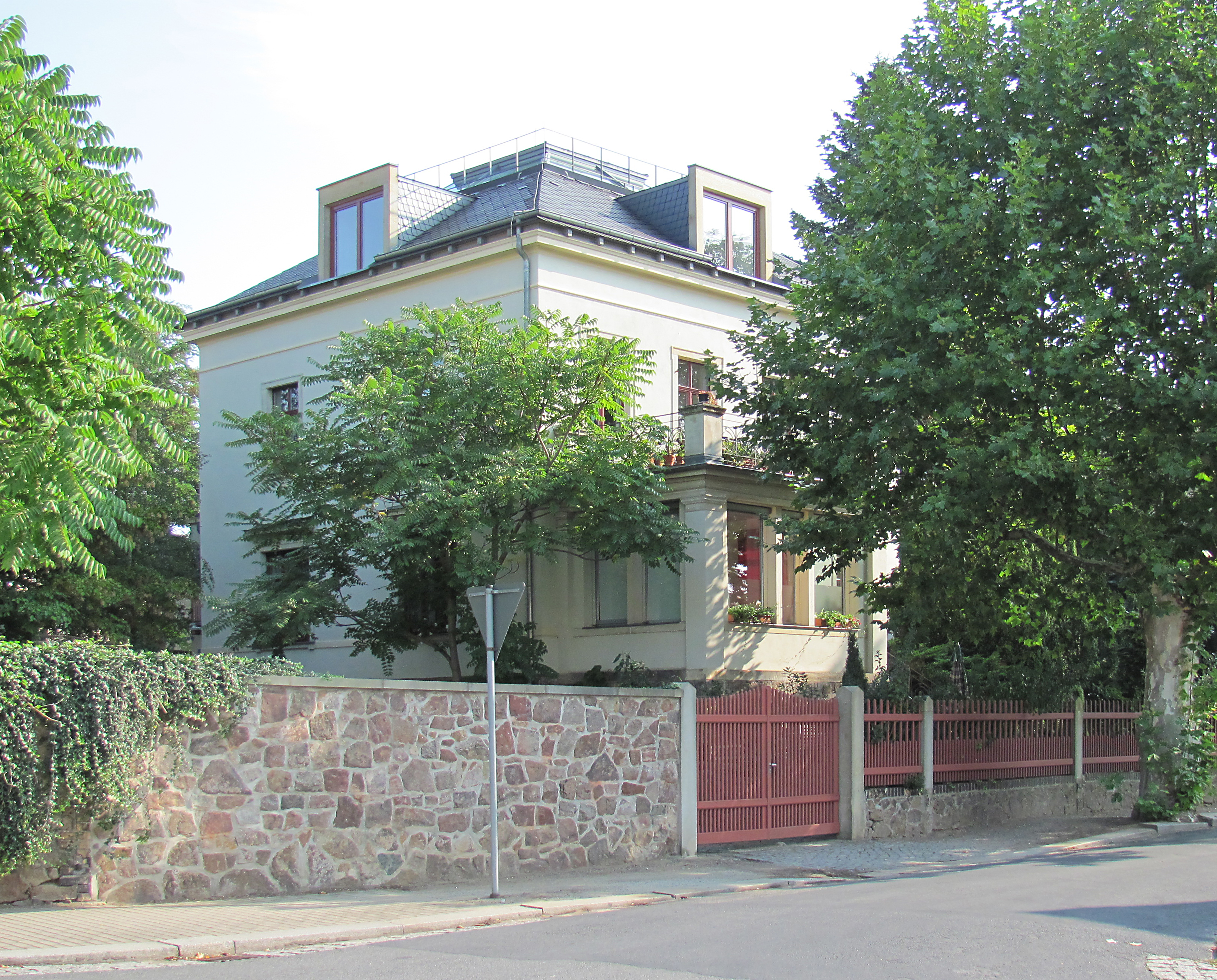
Villa Hölderlinstraße 9

## Beschreibung
Die zweigeschossige, mit der Einfriedung unter Denkmalschutz stehende Villa liegt auf einem Eckgrundstück zur Schildenstraße.
Das Gebäude steht auf einem Polygonalmauerwerks-Sockel. Oben wird das Wohnhaus durch ein abgeplattetes Walmdach mit Dachplattform abgeschlossen, das 1952 ausgebaut und jüngst erneuert wurde. Zur Straßenfront trägt das Dach mittig eine einfache Lukarne, ebenso wie in der Seitenansicht. Die vier Fensterachsen breite Straßenansicht hat auf der linken Seite einen tiefen eingeschossigen Verandavorbau mit Austritt obenauf, dieser durch ein Gitter gesichert. Aus der Veranda führt eine Freitreppe zum Vorgarten. Die Erdgeschossfenster, wie alle Fenster durch Sandsteingewände eingefasst, sind durch Dreiecksgiebel-Verdachungen geschmückt.
Auf der Rückseite des reduziert gegliederten Putzbaus steht ein Seitenflügel, in der rechten Seitenansicht ein Eingangsvorbau.
Die Einfriedung ist ein Holzstaketenzaun zwischen Sandstein-Pfeilern.